# Lithacodia flavofimbria
Lithacodia flavofimbria là một loài bướm đêm trong họ Noctuidae.